# (2123) Vltava
(2123) Vltava (1973 SL2) – planetoida z grupy pasa głównego asteroid okrążająca Słońce w ciągu 4,84 lat w średniej odległości 2,86 au. Odkryta 22 września 1973 roku.